# Greguss Zoltán
Greguss Zoltán (Budapest, 1904. május 5. – Budapest, 1986. december 20.) magyar színész, érdemes és kiváló művész.

## Pályája
Pályáját 17 éves korában (1921) sógora, Palágyi Lajos szegedi színtársulatánál kezdte. 1928-ban a Nemzeti Színház ösztöndíjasként szerződtette. A következő évben próba közben súlyos baleset érte, gyógyulása négy évet vett igénybe. Utána ismét vidéken játszott, többnyire bonviván szerepeket. 1936-ban Jób Dániel a Vígszínházhoz szerződtette. 1940-ben a Pünkösti Andor vezette Madách Színházban játszott, s itt legemlékezetesebb szerepe Felkai Ferenc Nerójának címszerepe volt. A darab és az előadás tiltakozás volt a fasizmus ellen. 1945 után több fővárosi színházban játszott (Művész Színház, Belvárosi Színház). 1947-ben a Madách Színházban 400-szor játszotta Lennie-t John Steinbeck Egerek és emberek című drámájában. 1948 elején a Modern Színház igazgatója volt. 1949-ben a Madách Színház tagja, itt játszott nyugdíjba vonulásáig, 1972-ig. Utána a Pesti Színházban lépett fel vendégként Örkény István Macskajáték című darabjában. Rádiószereplését még a Rákóczi úti stúdióban kezdte, sok filmben és tévéjátékban is szerepelt.

## Családja
Édesapja Greguss Alajos, édesanyja Fábián Amália. Hat nővére született, közöttük Greguss Margit színésznő, Palágyi Lajos felesége. Hetedjére, 1904. május 5-én fiúgyermek jött a világra, aki a keresztségben az Antal Zoltán nevet kapta, de művésznévként a Greguss Zoltán nevet viselte. 1929. június 22-én feleségül vette Hidegh Máriát, de a következő évben elváltak. Második házasságát 1935. augusztus 11-én kötötte Szegffy Edit (Szegfi Edit/h/) (1908–1997) operaénekesnővel, aki túlélte őt.

## Greguss-díj
Greguss Zoltán emlékére 1989-ben az özvegye, Szegffy Edit által létrehozott Greguss Zoltán Színész Alapítvány megalapította a Greguss-díjat, amelyet minden évben Greguss Zoltán születésének évfordulóján adnak át „annak a fiatal színésznek, aki az előző évadban színészi alakításával, szép, szabatos magyar beszéd- és versmondási kultúrájával kimagasló teljesítményt nyújtott.”

## Színházi szerepei
- Rufio (George Bernard Shaw: Caesar és Cleopatra) (1955)
- Ferenc reichstadti herceg (Rostand: A sasfiók)
- Belcredi báró (Pirandello: IV. Henrik)
- Nero (Felkai Ferenc: Címszerep)
- Kazinczy Ferenc (Kisbán Miklós: Martinovics)
- Horváth Mihály (Darvas József: Szakadék)
- Lennie (Steinbeck: Egerek és emberek)
- Szatyin (Gorkij: Éjjeli menedékhely)
- Puntila (Brecht: Puntila úr és szolgája, Matti)
- Claudius (Shakespeare: Hamlet)
- Csermlényi Viktor (Örkény István: Macskajáték)

## Filmjei

### Játékfilmek
- 300 000 pengő az utcán (1937) – Máté Egon
- A falu rossza (1937) – Göndör Sándor
- Az én lányom nem olyan (1937) – Fekete Ferenc
- Az örök titok (1937) – Kapitány
- Fekete gyémántok (1938) – Szaffrán Péter, Evila vőlegénye
- Gyimesi vadvirág (1938) – Fábián Gyula
- Tiszavirág (1938) – Laci, cigánylegény
- Uz Bence (1938) – Jonescu
- Zwischen Strom und Steppe (1938)
- 5 óra 40 (1939) – Louis Melotti
- Zúgnak a szirénák (1939) – Szélhámos
- Elnémult harangok (1940) – Radescu
- Erdélyi kastély (1940) – Eszéky György báró
- Ismeretlen ellenfél (1940) – A 127-es kém
- Mária két éjszakája (1940) – Chatell Iván
- Pénz beszél (1940)
- Sárga rózsa (1940) – Lacza Ferkó
- Szeressük egymást (1940) – Szitár Péter / Galáti Péter
- A kegyelmes úr rokona (1941) – Tihamér, Alíz bátya
- Bob herceg (1941) – Félix, gárdakapitány
- Bűnös vagyok! (1941) – Frici, Lola barátja
- Európa nem válaszol (1941) – Olivera
- Miért? (1941) – Szmokingos úr
- A hegyek lánya (1942) – Davarin, kocsislegény
- Az éjszaka lánya (1942) – Jani, Bözsi szerelme
- Éjféli gyors (1942) – Finta János, fűtő
- Halálos csók (1942) – Cesare, a festő
- Jelmezbál (1942) – Széky, festőművész
- Ópiumkeringő (1942) – Petrovics Tibor, bankár
- Szíriusz (1942) – Osztrák
- Iva samodiva (1943) – Milionerat
- Lejtőn (1943) – Armand Dernisse, pártvezér
- Sárga Kaszinó (1943) – Várhegyi, a Gramofonlemez Vállalat igazgatója
- Gazdátlan asszony (1944) – Kotovszky Iván
- Felszabadult föld (1950) – Kretz, földbirtokos
- Gyarmat a föld alatt (1951) – Forray
- Gábor diák (1955) – Ali pasa
- Hannibál tanár úr (1956) – Muray Árpád vitéz
- Mese a 12 találatról (1956) – Péntek Lajos, KIK vezető
- Édes Anna (1958) – Tatár Gábor
- A megfelelő ember (1959) – Alvarez Gonzales
- Légy jó mindhalálig (1960) – Doroghy úr
- Áprilisi riadó (1961)
- Megöltek egy leányt (1961) – Őrnagy
- Puskák és galambok (1961) – Mátis, főszolgabíró
- Az aranyember (1962) – Brazovics
- Pacsirta (1963) – Környei Bálint
- A kőszívű ember fiai 1-2. (1964) – Magyar tiszt I.
- A pénzcsináló (1964) – Főkapitány
- Mit csinált felséged 3-tól 5-ig? (1964) – Pápai követ
- Aranysárkány (1966) – Dr. Ebeczky, ügyvéd
- Sok hűség semmiért (1966) – Politikus
- Egy szerelem három éjszakája (1967) – Melitta férje
- Sellő a pecsétgyűrűn 1-2. (1967) – Vöröskőy ezredes
- Különös melódia (1968, rövid játékfilm)
- Le calde notti di Lady Hamilton (1968)
- Feleségképzés anno 1904 (1970, rövid játékfilm) (hang)
- Gyula vitéz télen-nyáron (1970) – Főorvos
- Utazás a koponyám körül (1970) – Sorbanálló I.
- Nápolyt látni és… (1972) – Kollár Rezső, igazgató
- Volt egyszer egy család (1972) – Khünrfeld gyáros
- Kojak Budapesten (1980) – Szalánczy Béla

### Tévéfilmek, televíziós sorozatok
- 1919 május (1959) – Petur István
- Az államügyész (1960) – Strandrück, főkapitány
- Menekülés a börtönbe (1961) – Védő
- Az én kortársaim (1964) – Vicebíró
- Ivan Iljics halála (1964) – Doktor
- A vörös vendégfogadó (1965) – Bíró
- Egy délután a Grün-irodában (1965)
- Kristóf, a magánzó (1965) – Delikát Brunó cipőgyáros
- A száguldó riporter elindul… (1966) – Urbansky
- A százegyedik szenátor 1-3. (1967)
- A kormányzó (1968)
- A ló is ember (1968) – Gedeon
- Az aranykesztyű lovagjai 1-5. (1968) – Tengernagy
- Mennyei pokoljárás (1968) – Kóczián
- A 0416-os szökevény (1969) – Ügyvéd
- Egyszerű kis ügy (1969, rövid tévéjáték)
- Antonius és Gugyerák (1970)
- Házasodj, Ausztria! (1970) – Francia ezredes
- Házassági évforduló (1970)
- Pesti erkölcsök (1970) – Tanácsos
- Egy óra múlva itt vagyok… (1971) – Zotovics
- Kiskirályok 1-2. (1972) – Kifosztovics pátriarka
- A Lúdláb királynő (1973)
- A palacsintás király 1-2. (1973) – Tóbiás király
- Vivát, Benyovszky! (1973) (1975-ös magyar szinkron)
- Csontváry (1975) – Ernst Lajos
- Muzsika az éjszakában (1975)
- A protektor (1976, rövid tévéjáték) – Guszti bácsi
- Hungária Kávéház (1976)
- Robog az úthenger 1-6. (1976) – Cirkuszigazgató
- Holló a hollónak (1978)
- Naftalin (1978) – Csekheő méltóságos
- Szeszélyes évszakok (1981) – Nyugger utas
- Nemzetemnek vagyok katonája (1983, rövid tévéjáték)
- Szálka hal nélkül (1983) – Öregember
- Bevégezetlen ragozás (1985)
- Kémeri 1-5. (1985) – Vendég Gédike házában; Borsányi alezredes, vidéki nemes

## Szinkronszerepei
| Év   | Cím                                         | Szereplő                                    | Színész              | Szinkron év |
| ---- | ------------------------------------------- | ------------------------------------------- | -------------------- | ----------- |
| 1937 | Zola élete                                  | N/A                                         | N/A                  | 1963        |
| 1939 | Becsületből elégtelen (1. magyar szinkron)  | Hubert Hopper kormányzó                     | Guy Kibbee           | 1964        |
| 1940 | A 606-os kísérlet                           | Dr. Robert Koch                             | Albert Bassermann    | 1962        |
| 1943 | Madame Curie                                | Eugene Curie                                | Henry Travers        | 1964        |
| 1943 | Társbérlet                                  | Benjamin Dingle                             | Charles Coburn       | 1965        |
| 1946 | Hősök hajója                                | N/A                                         | N/A                  | 1949        |
| 1948 | A nagy óra (1. magyar szinkron)             | N/A                                         | N/A                  | 1966        |
| 1949 | Lúdas Matyi                                 | Döbrögi Döme                                | Solthy György        | 1961        |
| 1950 | Az aranycsillag lovagja                     | Hohlakov                                    | Nyikolaj Komisszarov | 1951        |
| 1951 | Megvirradt                                  | Torki herceg                                | Dafang Bai           | 1953        |
| 1952 | A boldogság madara                          | Kereskedő                                   | N/A                  | 1953        |
| 1953 | A félelem bére                              | Bill O'Brien, a helyi olajtársaság vezetője | William Tubbs        | 1955        |
| 1953 | Gyötrelmes éjszaka                          | N/A                                         | N/A                  | 1955        |
| 1955 | Botocskám, üss!                             | Kocsmáros                                   | Josef Beyvl          | 1960        |
| 1958 | Kettőnk titka (1. magyar szinkron)          | Sofőr                                       | Aldo Fabrizi         | 1959        |
| 1958 | Ördögi találmány                            | N/A                                         | N/A                  | 1958        |
| 1959 | Az elvarázsolt herceg                       | N/A                                         | N/A                  | 1960        |
| 1959 | Az ordító egér (1. magyar szinkron)         | N/A                                         | N/A                  | 1970        |
| 1959 | Warenné mestersége                          | Sir Crofts                                  | O. E. Hasse          | 1961        |
| 1960 | A bérgyilkos (1. magyar szinkron)           | N/A                                         | N/A                  | 1963        |
| 1960 | A búcsú (1. magyar szinkron)                | Paul Mertens, Robert apja                   | Hans Mahnke          | 1961        |
| 1960 | A kutyás hölgy                              | N/A                                         | N/A                  | 1960        |
| 1960 | Aki szelet vet (1. magyar szinkron)         | Henry Drummond                              | Spencer Tracy        | 1962        |
| 1960 | Egy katona meg egy fél (1. magyar szinkron) | Giovanni Rossi őrmester                     | Aldo Fabrizi         | 1961        |
| 1960 | Ordasok között                              | N/A                                         | N/A                  | 1963        |
| 1961 | Az utolsó ítélet (1. magyar szinkron)       | N/A                                         | N/A                  | 1963        |
| 1961 | Malachiás csodája                           | N/A                                         | N/A                  | 1962        |
| 1961 | Válás olasz módra (1. magyar szinkron)      | De Marzi ügyvéd                             | Pietro Tordi         | 1963        |
| 1962 | A maffia parancsára (1. magyar szinkron)    | N/A                                         | N/A                  | 1964        |
| 1962 | Mi olaszok és a nők                         | Cesare Mancini, a zöldséges                 | Aldo Fabrizi         | 1964        |
| 1963 | Három nővér                                 | Dr. Csebutkin                               | Wensley Pithey       | 1967        |
| 1963 | Kezek a város felett (1. magyar szinkron)   | N/A                                         | N/A                  | 1964        |
| 1965 | Az ’I’ akció                                | A Dörzsölt                                  | Jevgenyij Morgunov   | 1966        |
| 1967 | Vidocq (tévésorozat)                        | Dr. Terrier                                 | Harry-Max            | 1968        |
| 1972 | Mindenki szép, mindenki kedves              | N/A                                         | N/A                  | 1974        |

## Hangjátékok
- Ibsen, Henrik: Peer Gynt (1936)
- Alexandre Dumas: A három testőr (1938)
- Vitéz Miklós: B. Nagy Gergely (1938)
- Tamási Áron: Tündöklő Jeromos (1947)
- Halász Péter: A város alatt (1951)
- Mark Twain: Koldus és királyfi (1951)
- Szentgyörgyi Elvira: Háráp Álb (1951)
- Baróti Géza: Élő csillag (1952)
- Bélley Pál: A bolygók hajósa (1952)
- Fedor-Majoros: A fatimai szűz személyesen (1952)
- Halász Péter: 800 csille szén (1952)
- Lontai László: Kain (1952)
- Merénylet (1952)
- Rudyard Kipling: A dzsungel könyve (1952)
- Tank, Herbert: A 49. Hosszúsági fokon (1952)
- Alena Bernasková: Seherezádé részvénytársaság (1954)
- Vészi Endre: Szélvihar Kőszegen (1955)
- Albert István: Ének Igor hadáról (1956)
- Király Dezső: Sok hűhó valamiért (1956)
- Ernest Hemingway: Akiért a harang szól (1957)
- Bozó László: Furfangos Dalila (1959)
- Musset: Becsületes Borbála (1959)
- Andersen, Hans Christian: Hókirálynő (1960)
- Seghers, Anna: Az utolsó pillanat (1960)
- A békafelügyelő (1961)
- Dold-Mihajlik: Ordasok között (1961)
- Kosztolányi Dezső: Pacsirta (1961)
- Mikszáth Kálmán: Miniszter kerestetik (1961)
- Norman Corwin: Öreg rozmár (1961)
- Nyikolajeva-Geraszimov: Útközben (1961)
- Rejtő Jenő: Szép kis üzlet (1961)
- Rentzsch, Gerhard: Biztonság: oké! (1961)
- Alekszej Nyikolajevics Arbuzov: Az elveszett fiú (1962)
- Bojki János: Az ékesen szóló paraszt története (1962)
- Fehér Tibor: Hold a Tisza felett (1962)
- Kopjások (1962)
- Majoros István: Baleset, avagy az igazság lovagja (1962)
- Mikszáth Kálmán: Lapaj a híres dudás (1962)
- Móricz Zsigmond: Rokonok (1962)
- Passuth László: A holtak nem harapnak (1962)
- Vészi Endre: A Piros Oroszlán (1962) – ítélet-végrehajtó
- Eötvös József: A molnárleány (1963)
- Jókai Mór: És mégis mozog a föld... (1963)
- Karinthy Frigyes: Capillaria (1963)
- Neményi Kázmér: Mosolygó Itália (1963)
- Neszin, Aziz: Törököt fogtunk!...(1963)
- Bikaviadal (1964)
- Csehov, Anton Pavlovics: Platonov szerelmei (1964)
- Fáklyavivők - dalok, hősök, emlékek (1964)
- Fülöp János: A fejedelmi nő (1964)
- Mikszáth Kálmán: Két választás Magyarországon (1964)
- Móricz Zsigmond: Rózsa Sándor (1964)
- Passuth László: Élt egy gyáva király Pannóniában (1964)
- Thackeray: A hiúság vására (1964)
- Bertold Brecht: Dobszó az éjszakában (1965)
- Bertold Brecht: A vágóhidak Szent Johannája (1965)
- Miroslav Krlezsa: Areteus (1965)
- Schneider, Rolf: A harmadik keresztesháború (1965)
- Anuilh: Euridike (1966)
- Dicsekvő varga (1966)
- Imre Gábor-Bojcsuk, Vladimir: Hotel Atom (1966)
- Kabaré-keverék (1966)
- Stendhal: A pármai kolostor (1966)
- Takács Tibor: Az ezeres kapitány (1966)
- Mikszáth Kálmán: A két koldusdiák (1967)
- Dumas, Alexandre: Olifus apó házasságai (1968)
- László Anna: Egy keresztespók tapasztalatai (1968)
- Nagy Lajos: Disznóképű és társai... (1968)
- Rejtő Jenő: Barbara tejbár (1968)
- Zoltán Péter: A legendás szalmakalap (1968)
- Karinthy Frigyes: Lepketánc (1969)
- Kisfaludy Károly: Kérők (1970)
- Gábor Andor: Dollárpapa (1971)
- Gorkij: Vassza Zseleznova (1971)
- Hasek: Svejk (1971)
- Lev Tolsztoj: Hadzsi Murat (1971)
- Gorkij, Maxim: Ellenségek (1972)
- Macskajáték (1972) rádiós közvetítés
- Vasile Voiculescu: Vizitáció a kolostorban (1972)
- Dahl-Lundberg: A lyukasztós bérlet (1974)
- H. Lányi Piroska: Spartacus (1974)
- A bázeli harangok (1975)
- Mándy Iván: Tárgyak (1975)
- Boy, Lornsen: Robi, Tóbi és a Töfröcsó (1976)
- Az ember hivattatása – misztérium (1976)
- Doyle, A. Conan: A haldokló detektív (1976)
- Marcel Aymé: A faljáró (1976)
- Plautus: A ládika (1976)
- A kis herceg (1977)
- Bertha Bulcsu: A szeptemberi vendég (1978)
- Déry Tibor: A félfülű (1978)
- Chaucer, Geoffrey: Canterbury mesék (1979)
- Jókai Anna: Tartozik és követel (1979)
- Kemény Zsigmond: A rajongók (1979)
- Lewis Carroll: Alice csodaországban (1979) – Április bolondja
- Ionescu, Eugene: Autószalon (1980)
- Tolnai Lajos: A polgármester úr (1980)
- Török Sándor: Kököjszi és Bobojsza (1980)
- Dennis Diderot: Mindenmindegy Jakab meg a gazdája (1981)
- Maugham: Téli utazás (1981)
- E.T.A. Hoffmann: Diótörő (1982)
- Juhan Smuul: A zugkapitány (1982)
- Takáts Gyula: Színház az Ezüst Kancsóban (1983)
- A brémai muzsikosok (1984) – Rabló #1
- Benedek Elek: Prücsök (1986)
- Herczeg Ferenc: Szíriusz (1986)
- Roald Dahl: Danny a szupersrác (1987)
- Greguss Zoltán – A domáldi üstökös

## Díjai

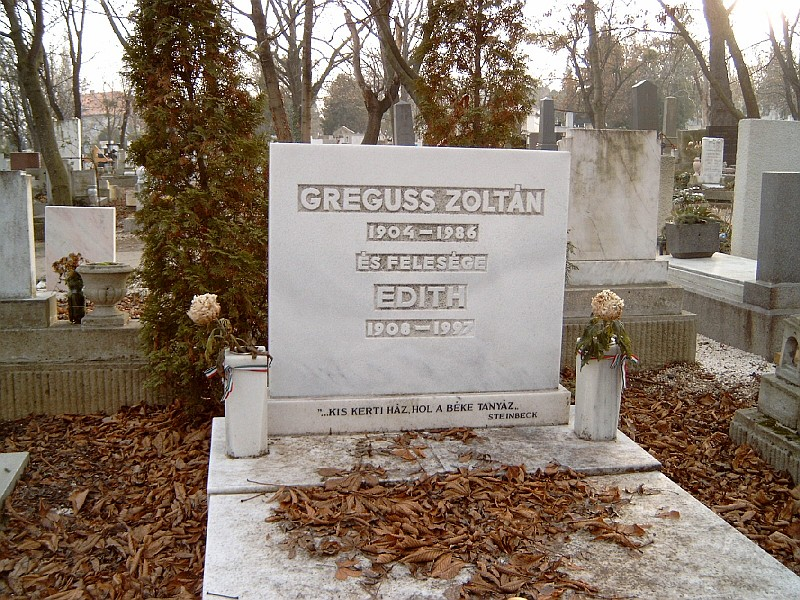
Greguss Zoltán sírja Budapesten (Farkasréti temető: 1-2-212/213)

- Érdemes művész (1956)
- Kiváló művész (1972)